# Microcastle
Microcastle är den amerikanska indierockgruppen Deerhunters tredje studioalbum, utgivet 2008 på Kranky och 4AD Records. Vid den fysiska utgivningen medföljer albumet Weird Era Cont..

## Låtlista
| Nr  | Titel                      | Längd |
| --- | -------------------------- | ----- |
| 1.  | Cover Me (Slowly)          | 1:21  |
| 2.  | Agoraphobia                | 3:22  |
| 3.  | Never Stops                | 3:04  |
| 4.  | Little Kids                | 4:22  |
| 5.  | Microcastle                | 3:40  |
| 6.  | Calvary Scars              | 1:37  |
| 7.  | Green Jacket               | 2:09  |
| 8.  | Activa                     | 1:49  |
| 9.  | Nothing Ever Happened      | 5:50  |
| 10. | Saved by Old Times         | 3:50  |
| 11. | Neither of Us, Uncertainly | 5:25  |
| 12. | Twilight at Carbon Lake    | 4:24  |